# (315276) Yurigradovsky
(315276) Yurigradovsky est un astéroïde de la ceinture principale.

## Description
(315276) Yurigradovsky est un astéroïde de la ceinture principale. Il fut découvert le 1er octobre 2007 à Androuchivka par l'observatoire astronomique d'Androuchivka. Il présente une orbite caractérisée par un demi-grand axe de 2,29 UA, une excentricité de 0,21 et une inclinaison de 6,0° par rapport à l'écliptique.

## Compléments